# Meistaradeildin (1954)
W roku 1954 odbyła się 12. edycja Meistaradeildin (dziś zwanej Formuladeildin), czyli pierwszej ligi piłki nożnej archipelagu Wysp Owczych. Tytuł obronił KÍ Klaksvík, zwycięzca dwóch poprzednich sezonów. W rozgrywkach brały udział 4 zespoły.

## Uczestnicy
| Uczestnicy Meistaradeildin 1953                                                                               | Uczestnicy Meistaradeildin 1953 | Uczestnicy Meistaradeildin 1953 | Uczestnicy Meistaradeildin 1953 |
| --- | ------------------------------- | ------------------------------- | ------------------------------- |
| KÍ | KÍ Klaksvík                     | 1                               |                                 |
| HB | HB Tórshavn                     | 2                               |                                 |
| TB | TB Tvøroyri                     | 3                               |                                 |
| B36 | B36 Tórshavn                    | 4                               |                                 |
| Oznaczenia: - kolumna pierwsza – skróty nazw drużyn, - kolumna trzecia – miejsce zajęte w poprzednim sezonie. |                                 |                                 |                                 |

## Rozgrywki

### Tabela
| Lp. | Drużyna         | M | Z | R | P | Bramki | Bramki | Różn. | Pkt | Uwagi |
| --- | --------------- | - | - | - | - | ------ | ------ | ----- | --- | ----- |
| 1   | KÍ Klaksvík (M) | 6 | 5 | 1 | 0 | 12     | 5      | +7    | 11  |       |
| 2   | HB Tórshavn     | 6 | 3 | 1 | 2 | 13     | 6      | +7    | 7   |       |
| 3   | B36 Tórshavn    | 6 | 1 | 1 | 4 | 8      | 13     | −5    | 3   |       |
| 4   | TB Tvøroyri     | 6 | 1 | 1 | 4 | 3      | 12     | −9    | 3   |       |

### Wyniki spotkań
| Gospodarz \ Gość | B36 | HB  | KÍ  | TB   |
| B36 Tórshavn     |     | 1:1 | 2:4 | 3:0  |
| HB Tórshavn      | 3:1 |     | 0:2 | 4:0  |
| KÍ Klaksvík      | 3:1 | 2:1 |     | 0:01 |
| TB Tvøroyri      | 2:0 | 0:4 | 1:1 |      |

Aktualne na 14 marca 2015. Źródło: FaroeSoccer.com
Objaśnienia:
1Drużyna gospodarzy jest wymieniona po lewej stronie tabeli.
Kolory: zielony – zwycięstwo gospodarzy, żółty – remis, różowy – zwycięstwo gości.
Objaśnienia:
1. KÍ Klaksvík zwyciężył walkowerem. Ponieważ TB Tvøroyri nie wystawił na mecz pełnego składu, KÍ przyznano zwycięstwo, jednak bez przyznania bramek[1].

## Sędziowie
Następujący arbitrzy sędziowali poszczególne mecze Meistaradeildin 1963:
| Kraj        | Imię i nazwisko | Klub | Data urodzenia | Debiut w Meistaradeildin | Mecze w Meistaradeildin | Mecze w sezonie 1954 |
| ----------- | --------------- | ---- | -------------- | ------------------------ | ----------------------- | -------------------- |
| Wyspy Owcze | Kriss Guttesen  | ?    | ?              | ?                        | ?                       | 1                    |
| Wyspy Owcze | Alli Hansen     | ?    | ?              | ?                        | ?                       | 1                    |
| Dania       | Ejler Jørgensen | ?    | ?              | ?                        | ?                       | 4                    |
| Wyspy Owcze | Albin Wang      | ?    | ?              | ?                        | ?                       | 1                    |
|             | ?               |      |                |                          |                         | 5                    |